# Pattalinus mirificus
Pattalinus mirificus là một loài bọ cánh cứng trong họ Cerambycidae.